# Amphipyra pyramidea
Amphipyra pyramidea là một loài bướm đêm thuộc họ Noctuidae. Loài này phân bố ởacross vùng miền Cổ bắc.

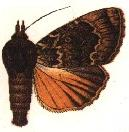
Minh họa

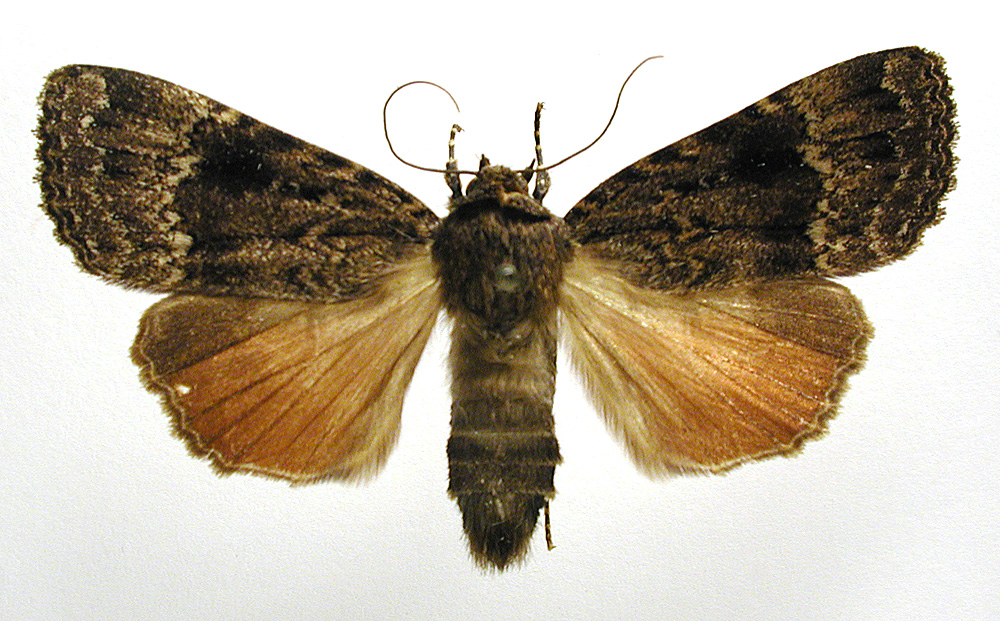
Mounted

Loài này có sải cánh khoảng 47–54 mm, con cái thường lớn hơn con đực. Ấu trùng màu xanh lá cây với các điểm trắng. Con bướm bị thu hút bởi ánh đèn và đường.
The larva is green with white markings và a pointed hump at the rear end. It feeds on a variety của cây gỗ và cây bụi (see list below). Chúng qua mùa đông dưới dạng trứng.

## Hình ảnh

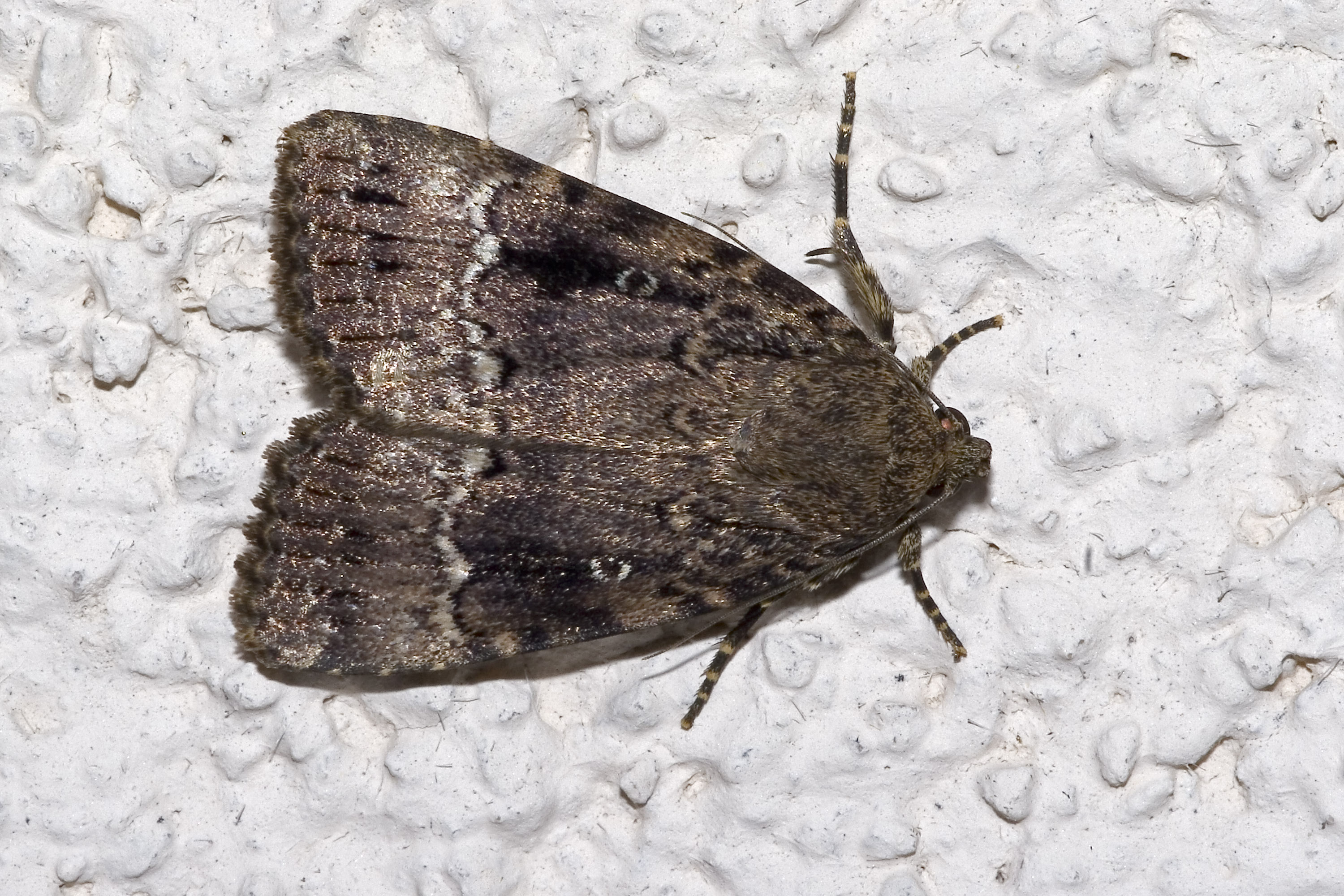
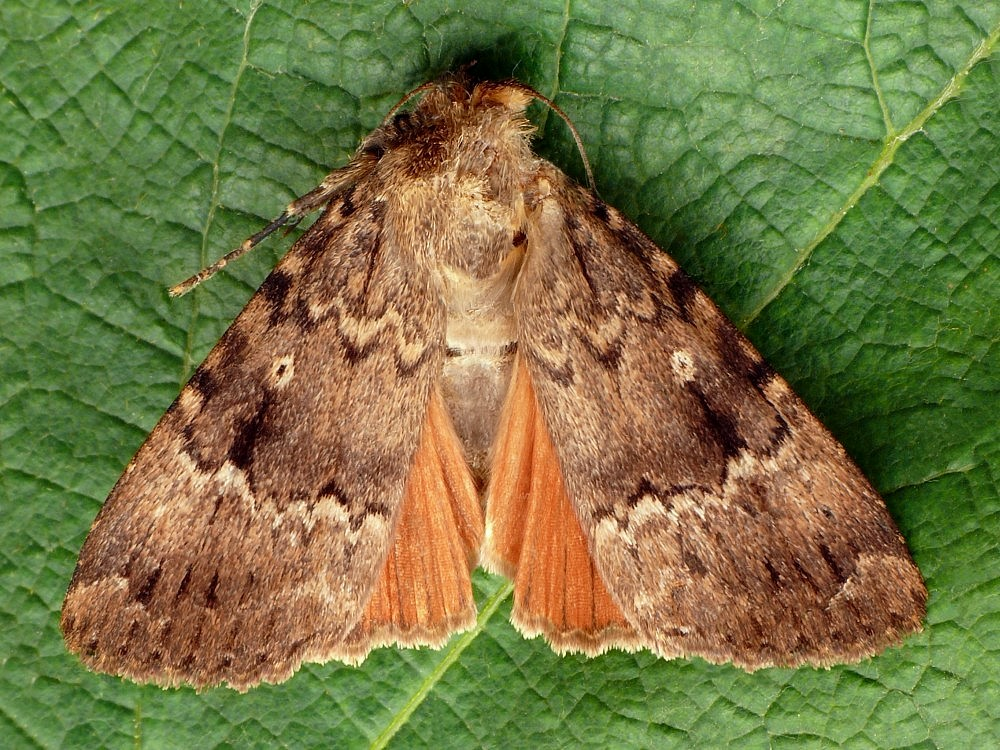
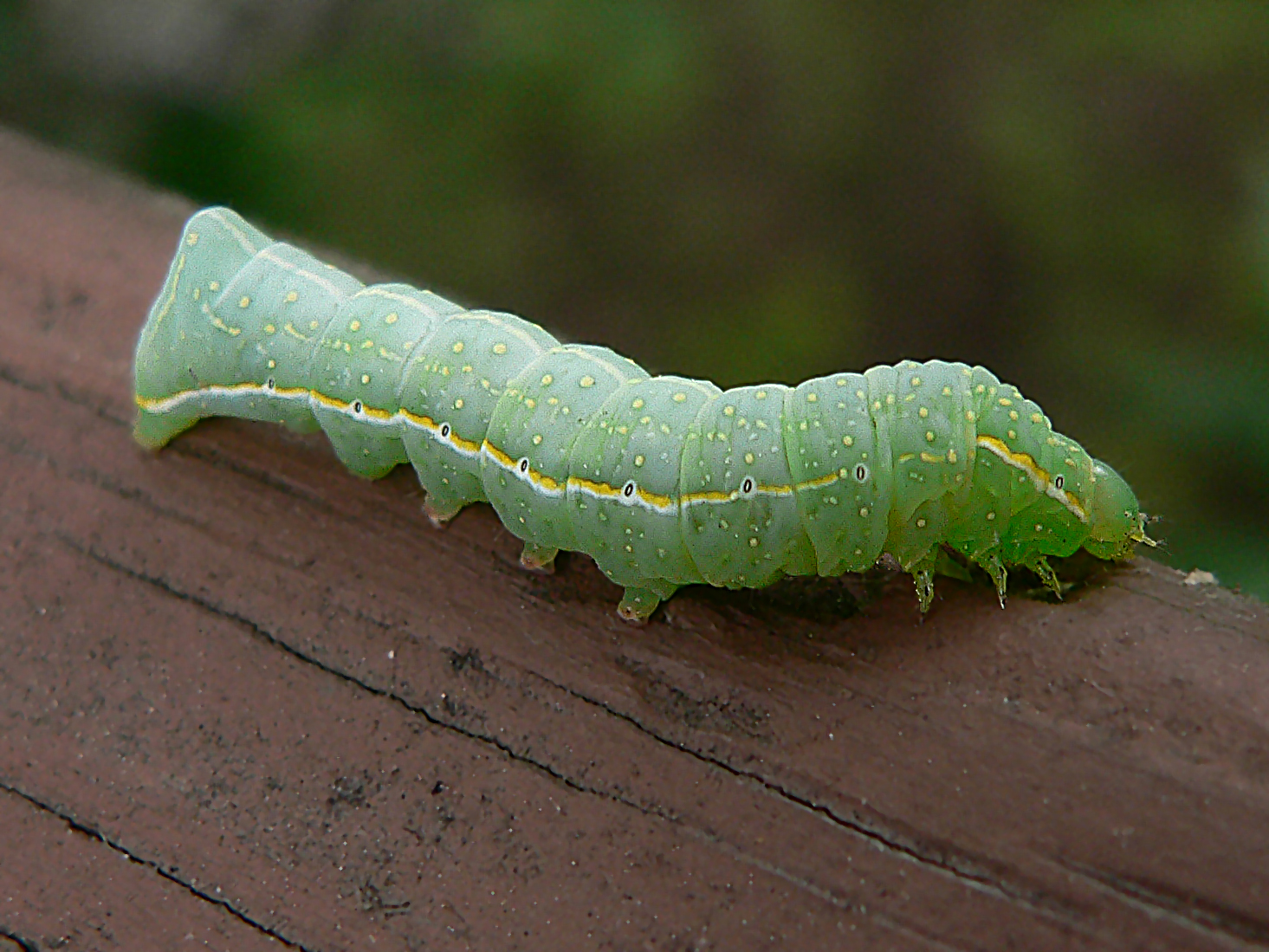

## Các cây thức ăn được ghi nhận
- Fraxinus - Ash
- Ligustrum - Privet
- Lonicera - kim ngân
- Malus - Apple
- Quercus - sồi
- Rhododendron
- Rosa - Rose
- Sorbus - Wild Service Tree
- Syringa - đinh hương châu Âu